# Анурина, Ирина Дмитриевна
Ирина Дмитриевна Анурина (род. 11 апреля 1999, Калуга) — российская шашистка. Играет в русские шашки. Входит в сборную России.

## Спортивные достижения
В 2014 году на женском Кубке России выиграла быструю программу и стала третьей в классической программе. На молодёжном первенстве мира по шашкам-64 в 2014 году Ирина завоевала серебро в молниеносной игре, бронзу в быстрых шашках и серебро в классической программе, все три награды — в возрастной категории от 14 до 16 лет.
На чемпионате России по русским шашкам 2017 года завоевала серебро в программе блиц.

## Семья
Представитель шашечной династии.
Тренер — её мама Елена Анурина. Отец — Дмитрий Анурин, чемпион Калуги по русским шашкам.